# موتور قایق‌رانی

قطعات اصلی یک موتور قایق‌رانی

موتور قایق‌رانی یک موتور دریایی برای قایق‌ها است و شامل یک واحد مستقل است که شامل موتور، گیربکس و پروانه یا جت درایو بوده و طراحی شده است تا در خارج از محل نصب شود. آن‌ها رایج‌ترین روش پیشرانش آبگردهای کوچک هستند. علاوه بر ارائه نیروی محرکه، کنترل فرمان را فراهم می‌کنند، چرا که آن‌ها برای چرخش روی شناورهای خود طراحی شده‌اند و بنابراین جهت رانندگی را کنترل می‌کنند.